# Mastino del Sindh
Il Mastino del Sindh (en. Sindh Mastiff) è un'antica razza canina molossoide (tipo dogue) originaria dell'India non riconosciuta dalla FCI. Si tratta di una delle più antiche razze molossoidi (forse progenitrice dei mastini da guerra che Serse I portò con sé nell'Antica Grecia durante la seconda guerra persiana) ma è oggi poco nota e spesso confusa con il Bully Kutta, razza molossoide indo-pakistana di recente origine alla cui selezione ha concorso.

## Storia

### Origini
La razza originò in tempi molto antichi dall'archetipo razziale dei molossoidi, un grande cane da montagna selezionato in epoca protostorica nel Medioriente (fond. nella Mezzaluna Fertile), dove la nascente pastorizia aveva evidenziato la necessità di selezionare un grosso cane difensore del gregge, evolutosi durante l'Età del ferro come cane da guerra/palazzo nelle prime grandi civiltà (assiri, babilonesi, ittiti, egizi). Dalla Mesopotamia, il molossoide si diffuse nell'antico impero persiano e da lì al Caucaso, all'India ed a tutti i paesi tra le pendici indo-pakistane dell'Himalaya (Tibet, Nepal, Bhutan, ecc.) e le steppe mongoliche, originando diversi ceppi locali: tutti cani accomunati da una certa tipologia caratteriale (forte, dominante, territoriale e protettiva verso la famiglia umana) ma con varianti morfologiche dovute alle diversità climatiche e del territorio.
La diffusione di cani di tipo molossoide nella regione indo-pakistana del Sindh data probabilmente al termine del VI secolo a.C., quando cioè quelle terre vennero conquistate da Dario I di Persia che vi fondò la satrapia di "Hindush", all'estremo oriente del suo impero, facendone la porta d'accesso persiana per la Valle dell'Indo (circa 518 a.C.). Trent'anni dopo, dalla medesima satrapia il figlio di Dario, Serse I di Persia attinse abbondanza di uomini e mezzi per allestire la seconda spedizione achemenide contro la Grecia (480-479 a.C.). Dato che l'uso dei cani in battaglia era molto diffuso presso i persiani, è lecito supporre che le truppe indiane movimentate da Serse abbiamo portato con sé i discendenti dei primi mastini introdotti nel Sindh da Dario. Con riferimento ai "mastini indiani" di Serse citati da Erodoto, è però opportuno considerare che forse lo storico greco intendeva con "indiani" genericamente dei molossoidi mediorientali/asiatici, seppur ciò non annulli la possibilità che gli achemenidi avessero sviluppato una qualche predilezione per le forme molossoidi che andavano originandosi ad est del loro dominio. Due secoli dopo, i molossoidi indo-persiani tornarono nell'areale greco al seguito delle truppe di Alessandro Magno: nel 327 a.C., poco prima d'invadere l'India, il Macedone venne omaggiato di centocinquanta cani da guerra dal satrapo persiano del Punjab, Sofite, che introdusse il Conquistatore all'usanza persiana di far combattere i mastini contro i leoni.

### Utilizzo
Nel Sindh come nel resto del mondo, il mastino venne utilizzato per secoli per la guerra, la caccia e la lotta contro le fiere locali. Interessante in questo senso la testimonianza secondo cui, quando il Gran Mogol Jahangir (regno 1605-1627) ricevette in dono da Giacomo I d'Inghilterra un mastino inglese, volle subito testarne la forza ed il coraggio facendolo combattere contro un leopardo, pratica alla quale era presumibilmente uso il locale molosso del Sindh. Più o meno contemporaneamente, in Europa, la fama d'aristotelica memoria di "cacciatore di leoni" del "mastino indiano" era ormai oggetto di parafrasi: citando la vittoria olandese nella Battaglia di Gibilterra (1607), Owen Felltham dichiarò che al cospetto dei corsari olandesi, "nemmeno il mastino indiano mostrò più coraggio nell'affrontare il leone"